# Всемирная федерация сянци
Всемирная федерация сянци (кит. 世界象棋联合会) — федерация национальных и континентальных ассоциаций китайских шахмат сянци. Основана 6 апреля 1993 года, во время 3-го Чемпионата мира по сянци в Пекине. С 2015 года входит в Международную ассоциацию интеллектуального спорта (IMSA).
Занимается развитием и распространением сянци, организацией мировых международных соревнований по сянци, публикацией международной литературы по сянци и т. д.
Координирует деятельность Китайской ассоциации сянци (CXA), Азиатской федерации сянци (AXF), Европейской федерации сянци (EXF) и других главных организаций данной сферы.
В апреле 2018 года издала «Всемирные правила сянци», позиционируемые, как универсальный кодекс соревнований по сянци и правил игры во всём мире.
Штаб-квартира федерации расположена в Пекине, в 1 км к юго-востоку от Храма Неба.